# Коротцев, Олег Николаевич
Олег Николаевич Коротцев (17 августа 1922—2011) — астроном, автор книг военно-исторической и естественно-научной тематики.

## Биография
Участник Великой Отечественной войны, артиллерист-ефрейтор, ветеран Красносельской Краснознамённой ордена Кутузова 2-й степени стрелковой дивизии.
В 1954 году окончил Московский институт инженеров землеустройства по геодезической специальности. Работал научным консультантом в Ленинградском планетарии. В 1971 году обратился через «Комсомольскую правду» к советским астрономам с призывом назвать одну из малых планет Солнечной системы в честь Зои Космодемьянской (планета Зоя № 1793), став инициатором создания Космического мемориала героев Великой Отечественной войны.
Действительный член Астрономо-геодезического общества России. Лауреат Диплома имени Ю. А. Гагарина Центра подготовки космонавтов Звездного городка. Инициатор создания музея «Звёздный мемориал», открывшегося в 1987 году в ленинградском лицее № 101.
1 сентября 1993 года Международный астрономический союз по предложению Института теоретической астрономии РАН утвердил за малой планетой Солнечной системы № 3501, открытой советским астрономом Т. М. Смирновой, название Олегия (Olegiya) в честь Коротцева.
Умер в 2011 году. Похоронен на Смоленском православном кладбище.